# O morettina
O morettina (noto anche come Ti porto in Italia) è un brano musicale composto da Nino Rastelli e musicato da Dino Olivieri nel 1936.

## Contenuto
Il testo si apre con un soldato italiano che annuncia di essersi innamorato di una giovane ragazza etiope di nome Dede che egli è intenzionato a portare con sé in Italia; le condizioni di vita degli etiopi sotto il negus Hailé Selassié sono descritte come negative dal momento che la ragazza viene definita povera e nuda ma il soldato promette quando sarà al mio paese / la voglio vestire da bella signora / la porto in Italia, la porto con me!. Il "vestito" promesso alla giovane è una pelliccia di barba di ras con un evidente riferimento ai ras, governatori locali e uomini di fiducia dell'imperatore etiope.
L'italiano chiede quindi alla giovane che vada a riferire ai suoi genitori la sua volontà di venire in Italia e questi si mostrano accondiscendenti: in cambio l'italiano promette un trattamento di tutto rispetto e per invogliare la ragazza ancor di più promette specialità tipiche che l'autarchia aveva messo in risalto in Italia come la pizza, le vongole e il panettone.
L'ultima parte della canzone, sulle note di Addio mia bella addio (composta nel 1848 in tutt'altro contesto), propone un improbabile dialogo tra la giovane ed il negus in persona: la prima lo saluta sbeffeggiandolo Io vado laggiù a civilizzarmi! Ciao, ciao Selassié!, mentre lui si duole di non poter fare nulla per poterla trattenere. Come estremo insulto riprende la parola il soldato che, dopo l'ipotetico viaggio di ritorno in Patria, promette di portare con sé l'ombrello del Negus (il parasole col quale Selassié era solito ripararsi dal sole cocente) e nuovamente cinque barbe tagliate ai ras.